# Data rescue
Le projet Data rescue, en français : Sauvetage de données, est un mouvement lancé par des scientifiques, des chercheurs et d'autres acteurs visant à préserver principalement les ensembles de jeux de données hébergés par le gouvernement, souvent de nature scientifique, afin d'empêcher leur suppression des sites web accessibles au public. Si le concept de préservation des données fédérales existait déjà auparavant, il prend un nouvel élan avec l'élection du président américain Donald Trump en 2016. Lorsqu'il est réélu en 2025, la nécessité du sauvetage des données suscite à nouveau des inquiétudes.
Le concept de collecte et de conservation des pages Web fédérales a vu le jour dès 2008, à la fin du deuxième mandat du président George W. Bush, sous le nom de End of Term Web Archive (en) (collecte présidentielle de fin de mandat).
Peu après l'élection de Donald Trump, des scientifiques, des bibliothécaires et d'autres personnes aux États-Unis et au Canada, craignant que l'administration Trump (qui nie la validité du consensus scientifique sur l'existence du changement climatique) ne prenne des mesures pour supprimer les données scientifiques des sites web gouvernementaux, ont commencé à travailler à la préservation de ces données.
Rapidement, le concept de sauvetage des données est devenu un mouvement populaire, avec l'organisation d'événements hackathon dans différentes villes des États-Unis et ailleurs, souvent accueillis par des universités et d'autres établissements d'enseignement supérieur.

## Événement d'archivage guérilla: sauvegarder les données environnementales de Trump
L'événement d'archivage guérilla : sauvegarder les données environnementales de Trump (en anglais : Guerrilla Archiving Event: Saving Environmental Data from Trump), est une guérilla de type hackathon, organisée par deux professeurs de l'université de Toronto en décembre 2016, dans le but de sauvegarder de manière préventive les données climatiques du gouvernement américain d'une éventuelle suppression par la première présidence de Donald Trump,.

### Contexte
Au cours de sa campagne présidentielle de 2016 (en), Donald Trump exprime à plusieurs reprises son scepticisme face au changement climatique, qualifiant celui-ci de « canular chinois » visant à « rendre l'industrie manufacturière américaine non compétitive » et il manifeste son hostilité envers la science du climat et l'accord de Paris sur le climat,. Début décembre 2016, Scott Pruitt, un climatosceptique notoire, est nommé directeur de l'Agence de protection de l'environnement des États-Unis. Cette nomination suscite des inquiétudes au sein de la communauté scientifique, qui craint que les avis scientifiques sur le changement climatique ne soient étouffés pendant la présidence de Donald Trump. En effet, selon des sources de Reuters, le 25 janvier 2017, l'administration Trump a demandé à l'Agence américaine de protection de l'environnement de supprimer la page consacrée au changement climatique de son site web.

### L'événement
Craignant la suppression ou la modification éventuelle des sites web du gouvernement américain contenant des données climatiques gouvernementales, comme cela s'est produit au Canada, des personnes issues de divers horizons universitaires et ayant suivi différentes formations, telles que des codeurs, des scientifiques spécialisés dans l'environnement, des spécialistes en sciences sociales, des archivistes et des bibliothécaires, se réunissent afin de sauvegarder les sites web du gouvernement américain susceptibles d'être modifiés ou de disparaître pendant ou après la transition gouvernementale,. L'événement a été organisé en collaboration avec le projet End of Term de l'Internet Archive,.

## Miroir climatique
Climate Mirror est « un projet ouvert visant à reproduire les ensembles de données climatiques publics », c'est-à-dire un projet en libre accès visant à reproduire (sauvegarder) les données issues d'ensembles de données publics dans le domaine des sciences climatiques, telles que les données issues de recherches financées par le gouvernement fédéral américain. Les ensembles de données provenant de la National Oceanic and Atmospheric Administration, de l'Agence de protection de l'environnement des États-Unis et de la NASA sont considérés comme des exemples principaux.
L'idée derrière Climate Mirror est comparable à la notion selon laquelle de nombreuses copies permettent d'éviter que des informations ne disparaissent (en) à cause de la censure, de la détérioration des liens, du manque de professionnalisme dans la préservation de l'intégrité des archives scientifiques ou de l'absence de permanence numérique (en). Il offre un type parallèle de sauvegarde massive.